# ۳۹۹ (میلادی)
۳۹۹ (میلادی) سیصد و نود و نهمین سال تقویم میلادی است.

## رویدادها
- آغاز پادشاهی یزدگرد یکم در ایران‌شهر.

## درگذشتگان
- بهرام چهارم، شاهنشاه ساسانی
- سیریسیوس، از پاپ‌های کلیسای کاتولیک روم
- ۲۶ نوامبر – سیریسیوس، کشیش ایتالیایی